# 長尾 (福岡市)
長尾（ながお）は、福岡県福岡市城南区の町名。現行行政地名は長尾一丁目から長尾五丁目。2016年(平成28年)現在の人口9,590人郵便番号は814-0123。

## 地理
城南区の東端北側に位置する。北で友泉亭及び中央区笹丘、北東で中央区小笹、東で南区長丘、南で樋井川、西で神松寺及び友丘に接する。東は南区との区境になっており、県道桧原比恵線が境界線となっている。また、2丁目の北は中央区との区境になっている。西に一本松川が流れ、町域の境となっている。1丁目・4丁目と2丁目・3丁目の境を樋井川が流れている。樋井川や南区である長住や長丘も元は長尾の一部であった。長住や長丘に関しては、現在の地名の由来となっている。（長住を参照。）
おおむね住宅地として利用されている。

## 歴史
- 1929年（昭和4年） - 早良郡樋井川村が福岡市と合併、福岡市大字下長尾、堤となる。
- 1972年（昭和47年） - 福岡市が政令指定都市となり、当地区は福岡市西区となる。
- 1972年（昭和47年） - 住居表示実施に伴い大字下長尾・大字堤の一部を分離、長尾となる。
- 1982年（昭和57年）5月10日 - 西区の人口増加に伴う分区により、それまでの福岡市西区から、発足した城南区へ区域変更される。

### 町域の変遷
| 住居表示実施後           | 実施年月日         | 住居表示実施前（各大字の一部） |
| ------------------------ | ------------------ | ------------------------------ |
| 長尾一丁目から長尾五丁目 | 1973年（昭和48年） | 大字下長尾・大字堤             |

## 交通

### 鉄道
付近に鉄道駅はなく、西鉄天神大牟田線の高宮駅や福岡市地下鉄七隈線の金山駅や七隈駅まではいずれも長尾地区から1.5km以上離れている。

### バス
油山観光道路、大池通りおよび県道桧原比恵線では西鉄が路線バスを運行しており、博多駅や天神などの福岡都心方面へは概ね毎時3本以上が運行されているほか、七隈方面や、藤崎・西新方面へも運行している。

### 道路
西側の長尾一・五丁目には油山観光道路（福岡市道大濠東油山線）が通り、北は中央区の六本松方面、南は堤・東油山方面に至る。
南端の長尾三～五丁目と樋井川一～三丁目との境には、東西に大池通り（福岡市道清水干隈線）が通り、東は南区の野間方面、西は七隈方面に至る。
東端の長尾二・三丁目と南区長丘四・五丁目との境には、南北に県道桧原比恵線が通り、北は中央区の小笹方面、南は桧原四つ角方面に至る。

## 施設
- 福岡小鳩幼稚園
- 下長尾八幡宮
- 長尾公園
- 下長尾北公園
- 下長尾東公園
- 下長尾中央公園
- 長尾公民館

## 教育機関
- 市立小学校の校区 - 福岡市立長尾小学校
- 市立中学校の校区 - 福岡市立友泉中学校 ※福岡市立長尾中学校は樋井川（上長尾）にあり、長尾は校区に含まない。
- 県立高等学校（全日制普通科）の学区 - 福岡県第六学区。